# ای‌ای‌ای کورپوریشن
ای‌ای‌ای کورپوریشن (انگلیسی: Advanced Accelerator Applications) شرکت داروسازی فرانسوی است، که در سال ۱۹۹۰ تأسیس شد.